# 馬斯泰拿球場
梅斯塔利亚球场（西班牙語：Estadio de Mestalla），官方名稱為Mestalla, camp del València，位于西班牙巴伦西亚自治区巴伦西亚市，是西甲華倫西亞足球會的主場。

## 历史
1919年5月21日，華倫西亞的第一場比賽是為了慶祝建城日，在卡斯迪隆與Real Gimnástico的比賽。當時的首發陣容是: Marco，Amador Peris，Julio Gasco，Fernando Marzal，Pepe Llobet，Antonio Ferre，Luis Fernandez，Umbert，Martinez Ibarra，Aliaga 及 Gomez Juaneda。這場比賽過後，華倫西亞意識到需要一個屬於自己的球場。
球會管理層希望將主場定在阿基羅斯，但是為了讓足協答應這個要求，球會還有很多的事要做，例如建立圍牆之類的安全措施和解決建球場的資金問題。尤其是資金問題，讓球會傷透了腦筋，直到一個不留名的捐獻者的出現，這個好心人一共捐出了25,000比塞塔。這些錢足以實行球會的計劃，將阿基羅斯的土地變成足球場。據說這位好心人是 Gonzalo Medina ，他將自己本用做結婚的錢拿了出來。婚禮因此推遲了整整一年。 Gonzalo Medina 說：「華倫西亞才是我最先要考慮的事。」
1919年12月7日，阿基羅斯球場竣工。Castellón Castalia 特意前來助興，不過最終的結果為0:0。值得一提的是，這場比賽的裁判正是華倫西亞在當時的主席 Augusto Milego 。這場比賽的所有收入都捐給了 Gomez Ferrer 醫院。
興建新球場的相關會議於1923年1月16日召開。球會管理層不斷尋找合適的地皮，最終在同年1月的時候，當時的球會主席 Ramón Leonarte 向 barón de Bellver 花了316,439比塞塔買下了這塊面積約10,000平方米的土地。球會邀請了建築師 Francisco Almenar Quinzá 負責球場的設計，他後來成為了球會主席，建造工程由 Ramón Ferrer Aguilar 負責，他也是球會的會員。最初球場的面積為100m x 59m ，整個球場可容納17,000名觀眾，包括共10行在露天看台中的企位，另外有5行是高級坐位，5行高級企位。
球場所在地的南方，有一條源於圖利亞河的灌溉河道，它灌溉著華倫西亞整個平原，用甘甜的乳汁撫育著華倫西亞人民。這條灌溉河道的名字叫做馬斯泰拿，所以新球場順利成章也叫做馬斯泰拿球場。
1923年5月20日馬斯泰拿球場竣工。第一場比賽的對手是利雲特的前身，結果華倫西亞以1:0取勝。入球的球員是 Atruro Montes ，他成為了第一個在馬斯泰拿球場進球得分的球員。那時華倫西亞隊員身的隊服是白色上衣配黑色短褲再加上黑色球襪。正選陣容是: Mariano，Gasco，Pinol，Esteban，Reverter，Hipolito，Rino，Porcar，Montes，Peral 及 Cordellat。這場比賽的全部收入會捐給一個慈善機構。這次的籌款活動使整個馬斯泰拿球場座無虛席。
從那時候起，球會開始在地區聯賽上展現自己的實力，優異的成績使支持者的數目增加，促使球會管理層在1927年對馬斯泰拿球場進行了第一次改建，改建沿用興建馬斯泰拿球場的班底，建工程共花費211,981比塞塔。球場提升到可容納25,000名觀眾，足球場首次鋪上草皮。主看台分別包括企位區，5行坐位，一條主要通道連接在看台底的更衣室、救護室、儲物室等等……
1936年，西班牙爆發內戰，在戰爭期間，人民為了解決生計，把桔子種植在足球場上，又被用來當做臨時囚禁轉監犯人的監獄，球場的看台摧毀了，僅僅剩下外牆。1939年4月1日國內戰爭結束，華倫西亞與馬斯泰拿球場都遭到了嚴重破壞。當時為球會主席 Luis Casanova 看到毀壞不勘的球場時心痛地說：「我的心都碎了。」當時的首要任務是重組球隊及儘快把球場恢復過來。馬斯泰拿球場的修復工程委託了一對兄弟 Manuel 和 Salvador Pascual Gimeno 負責。經過各方的通力合作，球場的修復工程進展很順利，從開始到修復工程大致竣工，只用了2個月的時間。馬斯泰拿球場的容量比戰前減少至22,000人，但更重要的是球場可以重新舉行比賽。但當時球場為了得到更大的改善，球場改用更加堅固的磚砌結構，所以部分看台、更衣室和看台上蓋尚未建設完成。
1939年6月18日馬斯泰拿球場舉行了完成修復後的第一場比賽奧沙辛拿與 Recuperación de Levante 的比賽在馬斯泰拿球場舉行。 Recuperación de Levante 更是一支軍旅球隊。這場比賽，奧沙辛拿以3:0的取勝。而球隊招攬了一些 Recuperación de Levante 的核心球員加盟華倫西亞。第二天，華倫西亞隊重新出現在馬斯泰拿球場，在與奧沙辛拿的比賽中以4:4戰平對手。華倫西亞該場比賽的正選陣容為: Garceron，Serrador，Alepuz，Blasco，Iturraspe，Gascon，Felipe，Gaspar，Rubio，Costa 及 Richart。
當馬斯泰拿球場重新修復後，它見證了在球隊的第一個全國性比賽冠軍——1941年的西班牙盃冠軍。在40年代，華倫西亞成為一支無往不勝的球隊，在煥然一新的馬斯泰拿的草皮上取得一場又一場的勝利。在傳奇的「閃電鋒線」——Epi，Amadeo，Mundo，Asensi 及 Gorostiza 的率領下，球會奪得了3次聯賽冠軍，2次盃賽冠軍，這十年的成功也促進了馬斯泰拿的元氣漸漸地恢復過來。
隨著時光飛逝，球會的支持者日益增多，但看台的坐位有限，球場的周圍已經不能夠再增加新的座位了。後來，華倫西亞市政府議會制定了華倫西亞的旅遊風景線的建設計劃，將 Micer Masco大街延伸和改建。這條擴建後的大道通過了馬斯泰拿球場區域的中部地段。得益於此項工程，在1947/48賽季，球會可以將北看台擴建。
1950年7月7日，球會管理層決定進行一個名為「偉大馬斯泰拿球場」的計劃，是球會最大的擴建馬斯泰拿球場計劃，球會再次委託了 Salvador Pascual Gimeno 負責擴建的設計，交由 José Tormo Valero 負責建造工程。在不改變球場結構的情況下進行擴建工程，最主要是擴建球場的南看台及建造一個新的觀眾通道，還有在北看台增加30行坐位，總共可為球場增加15,000個坐位至可容納45,500位觀眾。擴建令球會需要在馬斯泰拿球場旁購買502平方米的土地，擴建工程總共需要47,000,000比塞塔。這個宏偉的擴建工程持續了好幾年的時間。
在1957年10月，不幸地，馬斯泰拿球場擴建工程快將完成的時候，馬斯泰拿附近的圖利亞河氾濫成災，洪水衝入馬斯泰拿球場，球場看台的坐椅、辦公室、更衣室通道等等都遭到破壞，但球場很快就被修復。
在1959年3月火節慶典的時候，馬斯泰拿球場在安裝了照明系統。1959年3月17日，馬斯泰拿球場舉行了首次的夜間比賽，這場友誼賽的對手是來自法國的蘭斯，結果華倫西亞以2:1勝出，為球隊建功的分別是 Joel 及 Egea。
60年代，馬斯泰拿球場的面貌沒有大變化，但球場周圍的發展日新月異。1961年9月15日，諾定咸森林成為第一支在馬斯泰拿球場進行正式比賽的外國球隊，從這時開始，馬斯泰拿開始成為大型歐洲賽事的舉辦場地。這是球會歷史上第一個黃金時代，華倫西亞在歐洲內取得了空前的成功，球會的奬盃櫃上又增加了兩座獎盃，馬斯泰拿也成為華倫西亞優異成績的見證者。
1969年8月23日，當時球會主席 Julio de Miguel 在一次會議中提出為紀念榮譽主席 Luis Casanova Giner 對球會的貢獻，提出把馬斯泰拿球場改名為 Luis Casanova 球場，並在獲得會議一致通過。當時球迷間流行的一句口號 "Anem a Mestalla"(意思是一起去馬斯泰拿) 開始慢慢地被人遺忘。這一改就25年。 Luis Casanova 對於這份特殊的榮耀讓他深深感動，但到1994年，在 Luis Casanova 請求下，把球場的名字改回馬斯泰拿球場。
1972年，球會管理層高層著眼於改造有些落後的球場看台，並建設了一座前衛的辦公室，頂樓插上球會的傳統旗幟，室內還有一個球會榮譽展覽廳。1973年的夏天在球門後設置了座位，以取代原先的14行的企位，使球迷們看球時更舒適。後來，華倫西亞管理層曾經考慮將馬斯泰拿球場搬到城外，但是計劃最終沒有成行。1978年，為準備1982年世界盃，馬斯泰拿球場進行了翻新。在1978年4月11日的管理層會議上，翻新工程被確定。這項工程於1978年的5月2日開始，完工後它將成為世界盃的其中一個比賽場地。
在主教練迪史提芬奴的帶領下，還有中世界級球星肯佩斯，華倫西亞第一次參加了歐洲最頂級的賽事，馬斯泰拿也在歐洲盃賽冠軍盃亮相。華倫西亞更奪得1979/80球季的歐洲盃賽冠軍盃冠軍。1980年，馬斯泰拿舉辦了至今為止最後一次歐洲賽事的決賽，華倫西亞擊敗諾定咸森林成為了歐洲超級杯冠軍。
在1925年馬斯泰拿舉辦了第一場西班牙國家隊比賽，在1982年世界盃開賽前被認為是東道主西班牙國家隊的福地，但是西班牙國家隊在這屆世界杯中的成績令人十分的失望。不過10年後，西班牙奧運隊終於找回了遺憾，他們從馬斯泰拿啟程，最終贏得了1992年巴塞隆拿奧運會男足金牌。
馬斯泰拿球場最近幾次的擴建及翻新工程的基本內容是增加19,152個座位。這項工程是在沒有大型機器的協助下將舊看台進行擴建。工程的預算為3,599,000比塞塔，於1996年12月展開。1998年2月完成了南看台和中央看台的工程，北看台的擴建工作則在2001年2月完成，並在同月14日與曼聯的歐洲聯賽冠軍盃中投入使用。最後的一部分工程是主看台的翻新。擴建工程也同時包括觀眾通道的改造和安全設施的更新，以適應球場新增加的座位。工程需要在原先不存在的結構上增加一個環形結構，而看台上蓋則用柱子和鋼樑支撐起來。
馬斯泰拿球場是一個見證球隊歷史的高貴的地方，它包容著55,000名球迷的心。更重要的是它將永遠是華倫西亞人心中的「神殿」。